# Psilocurus
Psilocurus is een vliegengeslacht uit de familie van de roofvliegen (Asilidae).

## Soorten
- P. birdi Curran, 1931
- P. blascoi Weinberg & Bächli, 2001
- P. camposi Curran, 1931
- P. caudatus Williston, 1901
- P. hypopygialis (Paramonov, 1930)
- P. modestus (Williston, 1893)
- P. negrus Lehr, 1974
- P. nudiusculus Loew, 1874
- P. puellus Bromley, 1934
- P. pygmaeus Hull, 1961
- P. reinhardi Bromley, 1951
- P. tibialis Hull, 1961